# Profesor Plumiano
La Cátedra Plumiana de Astronomía y Filosofía Experimental es uno de los principales  cargos académicos en el campo de la Astronomía en la Universidad de Cambridge, junto con el de Profesor Lowndeano de Astronomía y Geometría (que actualmente está principalmente en manos de matemáticos). La cátedra está radicada en el Instituto de Astronomía de Cambridge, dependiente de la Universidad. La Cátedra Plumiana fue fundada en 1704 por Thomas Plume, miembro del Christ's College y Archidiácono de Rochester, para "erigir un Observatorio y mantener un estudioso y docto Profesor de Astronomía y Filosofía Experimental, y comprarle a él y a sus sucesores utensilios e instrumentos, cuadrantes, telescopios, etc."
Fueron nombrados síndicos y encargados de redactar los estatutos, Isaac Newton, John Flamsteed y John Ellys. La primera Cátedra fue concedido en 1707 a Roger Cotes, un antiguo alumno de Newton, y se estableció una plaza de becario en 1768 en memoria de Robert Smith, segundo profesor Plumiano.

## Profesores Plumianos
La lista incluye los profesores siguientes:
- Roger Cotes (1707-1716)
- Robert Smith (1716-1760)
- Anthony Shepherd (1760-1796)
- Samuel Vince (1796-1821)
- Robert Woodhouse (1822-1828)
- George Biddell Airy (1828-1836)
- James Challis (1836-1883)
- George Darwin (1883-1912)
- Arthur Stanley Eddington (1913-1944)
- Harold Jeffreys (1946-1958)
- Fred Hoyle (1958-1972)
- Martin Rees (1973-1991)
- Richard Ellis (1993-2000)
- Jeremiah Ostriker (2001-2003)
- Robert Kennicutt (2005-2017)
- Christopher Reynolds (2017-)